# X-12-ARIMA
X-12-ARIMA – oprogramowanie statystyczne, stworzone przez United States Census Bureau jako następca X-11-ARIMA, służące do wyrównywania sezonowego szeregów czasowych. Może być używane za pośrednictwem interfejsu graficznego programu ekonometrycznego gretl.